# Блумберг, Майкл
Майкл Ру́бенс Блу́мберг (англ. Michael Rubens Bloomberg; род. 14 февраля 1942, Бостон, Массачусетс, США) — американский бизнесмен, политик и филантроп. 108-й мэр Нью-Йорка (2002—2013). Входит в число самых богатых людей мира по версии Forbes, по состоянию на данные 2020 года он занимает 16-е место с состоянием в 48 млрд долларов.
Является учредителем и владельцем информационного агентства Bloomberg, однако заявил о готовности продать свою медийную компанию, основанную им около 40 лет назад, в случае избрания президентом США. В 2020 году активно вёл избирательную кампанию, рассчитывая стать кандидатом в президенты США от Демократической партии, но 4 марта 2020 года принял решение выйти из гонки, снять свою кандидатуру и поддержать Джо Байдена. Член Американского философского общества (2015).

## Биография
Родился в еврейской семье, его отец Уильям Генри Блумберг родился в Челси (штат Массачусетс) (19 января 1906—1963) в семье иммигранта из России. Мать — Шарлотта Блумберг (урожд. Рубенс, январь 1909 — 19 июня 2011) в Нью-Джерси.
В 1964 году окончил Университет Джонса Хопкинса и Гарвардскую школу бизнеса. Получил степень бакалавра, а позже степень магистра делового администрирования.
Был женат на Сьюзан Браун, имеет от этого брака двух дочерей: Эмму 1979 года рождения и Джоржину 1983 года рождения. В настоящее время разведён.

## Деловая карьера
Бизнес-карьеру начинал в компании Salomon Brothers, где возглавлял торговлю акциями и отвечал за информационные системы. В 1981 году Salomon была продана новому владельцу, и Блумберг лишился работы. Используя свою часть прибыли от продажи акций компании Salomon, он в том же году основал собственную фирму Bloomberg LP, которая собирала, анализировала и продавала информацию о состоянии финансовых рынков. Майкл Блумберг лично разработал компьютерную систему анализа информации для трейдеров, а впоследствии открыл онлайн-службу для торговли акциями. Конкуренты в своей работе почти не использовали компьютеры (1980-е ещё только начинались), а про компьютерные сети в большинстве своём даже не слышали. До настоящего времени в основе успеха Bloomberg лежит ощутимое превосходство над конкурентами в использовании компьютерных технологий. Соединив котировки в реальном времени с аналитикой (такие услуги не предоставляли ни Reuters, ни Telerate), Блумберг сумел занять рыночную нишу, в которой, казалось, не было места.
Бизнесмену принадлежит 88 % компании Bloomberg LP, владеющей телеканалом, радиостанциями и крупнейшим мировым агентством финансовых новостей. На данный момент компания является одним из ведущих поставщиков экономической информации в мире, численность служащих компании достигла 9500 человек в 130 странах мира. Число клиентов по состоянию на 2020 год — 325 тыс. человек.
По данным Форбс на 2008 год состояние Блумберга оценивалось в 20 миллиардов долларов США, что делало его 8-м среди самых богатых американцев, а за 2009 год в результате кризиса оно уменьшилось до 16 миллиардов, но Блумберг сохранил 8-е место в рейтинге богатейших американцев. В 2016 году состояние Блумберга оценивается Forbes в 40 миллиардов долларов США. Блумберг также является одним из филантропов США: в 2008 году он пожертвовал 235 миллионов долларов на благотворительные нужды.

## Политическая карьера
На выборах мэра Нью-Йорка 6 ноября 2001 года Блумберг решает баллотироваться от Республиканской партии, так как на выдвижение от Демократической партии претендовало слишком много кандидатов. На предвыборную кампанию 2001 года он потратил 73 млн долларов собственных денег, и хотя жители Нью-Йорка на выборах как правило, поддерживают более либеральную Демократическую партию, победил, набрав 50 %, в то время как его оппонент всего 48 %. Большую роль в его успехе сыграла поддержка предыдущего мэра Нью-Йорка Рудольфа Джулиани, который после террористических актов 11 сентября 2001 года получил общенациональное признание.
За время первого срока Блумберг провёл ряд различных преобразований, по-разному принятых в обществе. Так, в числе непопулярных преобразований (среди определённой части населения) оказались повышение налогов, сокращение расходов администрации, запрет на курение в ресторанах, клубах и барах. В числе положительно воспринятых результатов пребывания Блумберга на посту мэра были сокращение преступности в городе на 20 %, рост экономики, создание новых рабочих мест за счёт поддержки малого бизнеса, строительство доступного жилья, а также школьная реформа.
В 2005 году при помощи коалиции из разных политических сил Майкл Блумберг был переизбран на второй срок. Разрыв в голосах на выборах составил 20 % — рекордный показатель для республиканского мэра Нью-Йорка. На эту предвыборную кампанию Блумберг потратил более 74 млн долларов. В 2006 году Майкл Блумберг учредил крупный фонд по борьбе с курением в России, Индии и Китае.
С 2005 по 2009 годы мэрии Блумберга удалось сбалансировать городской бюджет, рекордно низкого уровня достигла безработица. Была введена в действие инновационная программа борьбы с бедностью за счёт создания новых рабочих мест, развернулась кампания по борьбе с глобальным потеплением. Майкл Блумберг подписал распоряжение, которое обязывает служащих сферы услуг и здравоохранения общаться с иммигрантами на их родном языке. Блумберг открыто поддерживал право женщин на аборты.
2 октября 2008 года Блумберг объявил, что будет стремиться изменить количество сроков избрания мэра Нью-Йорка с двух до трёх, объяснив это тем, что во время финансового кризиса именно он должен быть главой города, так как является крупным специалистом в области финансов. 23 октября городской совет Нью-Йорка принял изменение закона 29 голосами «за» и 22 «против», что позволило Блумбергу баллотироваться третий раз.
Выборы состоялись 3 ноября 2009 года, и Блумберг одержал на них победу над своим единственным оппонентом демократом Уильямом Томпсоном, ныне занимающим должность финансового ревизора. Однако перевес Блумберга оказался не таким значительным, как ожидалось: за него проголосовали лишь 50,5 % избирателей (из них 37 % республиканцев). В 2014 году полномочия мэра перешли к Биллу де Блазио.
С 31 января 2014 года занимал пост специального посланника ООН по изменению климата. 11 ноября 2019 года сложил свои полномочия для участия в президентской гонке в США.

## Участие в президентских выборах 2020 года
7 ноября 2019 года Блумберг подал документы на регистрацию в качестве кандидата от Демократической партии США на первичных выборах в Алабаме и ещё нескольких штатах, однако официальных заявлений по этому поводу он не делал.
24 ноября политик официально заявил, что вступает в президентскую гонку, опубликовав сообщение на своей странице в Twitter: «Я баллотируюсь в президенты, чтобы нанести поражение Дональду Трампу и восстановить Америку». Также он выразил уверенность в том, что ему позволит одержать победу «уникальный опыт в бизнесе, управлении и благотворительной деятельности». При этом в случае победы Блумберг пообещал продать свою медийную компанию Bloomberg LP, сумма потенциальной сделки оценивалась в $60 млрд. Штаб политика возглавляли Билл Кнапп (рекламщик и медиа-стратег, занимавший руководящие посты в трех президентских кампаниях от демократов, более 20 лет знаком с Блумбергом и работал на всех трёх его кампаниях в Нью-Йорке) и Джимми Сигел (создавал телевизионную рекламу для политиков и рекламных роликов для брендов Pepsi, Visa и Schwab, писал художественные романы).
В конце декабря 2019 года Блумберг открыл первые три предвыборных офиса в штатах Висконсин, Мичиган и Пенсильвания, которые считал ключевыми для своей кампании.
В феврале 2020 года во время предвыборных дебатов в Лас-Вегасе ещё один кандидат, Элизабет Уоррен, выступила с резкой критикой Блумберга за то, что он взял с женщин, работавших в его компании, соглашение о неразглашении по имевшим место сексуальным домогательствам и другим неуместным действиям с его стороны. В связи с этим Блумберг был вынужден заявить, что снимает с трёх женщин, которые обвиняли его в сексистских и женоненавистнических комментариях, обязательства по конфиденциальности. После ряда дебатов поддержка Блумберга снизилась, так как избиратель увидел несоответствие между реальным обликом политика и предлагавшимся ему масштабной рекламной кампанией.
За время участия в праймериз Блумберг смог получить всего 53 делегата — по сравнению с 566 у Байдена.
4 марта 2020 года, потерпев поражение в ходе «Супервторника», Блумберг принял решение завершить свою президентскую кампанию и поддержать Джо Байдена. При этом Блумберг пообещал продолжить кампанию против Трампа и содействовать кандидату от демократов и финансово и с помощью инфраструктуры, которую он успел создать для ведения своей кампании в ключевых штатах. В сентябре пожертвовал штабу Джо Байдена 100 млн долл. на ведение кампании в колеблющемся штате Флорида.

### Расходы на ведение кампании
Блумберг отказался принимать от влиятельных спонсоров пожертвования для своей предвыборной кампании и финансировал её за свой счёт. В интервью агентству Reuters он заявил, что «тратит все свои деньги», лишь бы «избавиться от Дональда Трампа».
По состоянию на середину января 2020 года Майкл Блумберг потратил $209,3 млн на рекламу на телевидении, $13,7 млн — на рекламу на кабельных каналах, $1,1 млн на рекламу по радио и $27,2 млн на рекламу на цифровых платформах.
На одну телевизионную кампанию «Он сделает это» (англ. He’ll Get It Done) были потрачены колоссальные 42 млн долларов, в ходе Супербоул LIV за 11 млн долларов была показана реклама о насилии с применением огнестрельного оружия.
По состоянию на середину февраля политик потратил более $1 млн на политическую рекламу в Instagram и платил от 30 до 50 тысяч долларов за размещение одного агитационного сообщения в этой соцсети. По данным на 22 февраля общие расходы Блумберга на кампанию в общей сложности $409 млн, в том числе $220,6 млн — в январе 2020 года. На начало марта он потратил рекордные $687 млн, в том числе более 550 млн было истрачено на телевизионную рекламу. Для ведения своей кампании Блумберг успел открыть 200 офисов в 43 штатах и территориях, в которых было занято более 2400 штатных сотрудников.
C ноября по конец февраля Майкл Блумберг оплатил 444 156 рекламных показов (англ. ad airings), существенно превосходя как Сандерса (60 467) и Байдена (15 700), так и Хиллари Клинтон и Дональда Трампа в ходе всей президентской кампании 2016 года (402 344 и 120908). В то же время по этому показателю он уступал Бараку Обаме времён выборов 2008 (549 451) и 2016 годов (560 736).
Изначально обычный американец не имел чёткого представления о Майкле Блумберге и его биографии. В рекламных роликах указывалось на действия кандидата в сфере здравоохранения, отношение к огнестрельному оружию, критику Трампа. В то же время учитывались и региональные проблемы: в Юте реклама была посвящена охраняемым землям, в Оклахоме — медицине, на юге страны внимание было уделено пунктам программы, ориентированным на афроамериканцев.

### Популярность среди избирателей
По данным на середину февраля 2020 года, общенациональный опрос общественного мнения, проведённый Университетом Монмута, показал, что Блумберг занимает третье место по популярности среди избирателей-демократов. Его поддерживают 13 % опрошенных, в то время как сенатора от штата Вермонт Берни Сандерса поддерживают 24 %, а экс-вице-президента США Джозефа Байдена — 17 %. Аналогичный опрос, проведенный в этот же период по заказу телекомпании NBC и газеты The Wall Street Journal, также показал, что по уровню популярности политик занимает третье место среди остальных претендентов в президенты США от Демократической партии (у политика 14 % поддержки) и делит его с Элизабет Уоррен (14 %). И уступает лишь Берни Сандерсу (27 %) и Джо Байдену (15 %). По некоторым национальным опросам политик выходил на вторую позицию, также имея неплохие шансы в ходе «Супервторника».

### Позиция по ключевым вопросам
Блумберг обещал в случае победы на выборах вернуть США в Парижское соглашение по климату.

## Благотворительность
19 ноября 2018 года пожертвовал 1,8 миллиардов долларов США университету Джонса Хопкинса. Это крупнейшее пожертвование такого рода в истории. Средства предназначены на стипендии для одаренных студентов из бедных семей.

## Звания
- Почётный Рыцарь-Командор ордена Британской империи (KBE) (6 октября 2014 года)[42].

## Награды
- Президентская медаль Свободы (2024)[43]